# Daniele Caroli
Daniele Caroli (Faenza, Emília-Romanya, 10 de gener de 1959) és un ciclista italià, ja retirat, que fou professional entre 1982 i 1990. En el seu palmarès destaca la victòria a la Milà-Torí de 1985 i una etapa de la Volta a Catalunya de 1987.

## Palmarès
- 1977
  - 1r a la Copa de la Pau
- 1979
  - 1r a la Coppa San Geo
- 1981
  - 1r a la Vicenza-Bionde
- 1985
  - 1r a la Milà-Torí
  - 1r al Giro de Campània
  - Vencedor d'una etapa del Giro de la Pulla
- 1986
  - Vencedor d'una etapa de la Tirrena-Adriàtica
- 1987
  - 1r al Gran Premi de la Indústria i el Comerç de Prato
  - 1r al Trofeu Pantalica
  - Vencedor d'una etapa de la Volta a Catalunya

### Resultats al Giro d'Itàlia
- 1982. 107è de la classificació general
- 1983. 99è de la classificació general
- 1984. 86è de la classificació general
- 1985. Abandona (12a etapa)
- 1986. Abandona (21a etapa)
- 1987. Abandona (6a etapa)
- 1988. 116è de la classificació general

### Resultats a la Volta a Espanya
- 1990. 101è de la classificació general

### Resultats al Tour de França
- 1985. Abandona (16a etapa)